# Alexa Swinton
Pour les articles homonymes, voir Swinton.
Alexa Swinton, née le 2 juillet 2009 à New York, est une actrice et chanteuse américaine.

## Biographie
Elle est la cousine éloignée de l'actrice britannique Tilda Swinton.

## Filmographie

### Cinéma
- 2014 : River of Fundament : une fille
- 2021 : Sometime Other Than Now : Molly
- 2021 : Old : Maddox Cappa à 11 ans[2],[3]

### Télévision
- 2012 : Mythos : Ellie (4 épisodes)
- 2015 : Flesh and Bone : Claire jeune
- 2016–2021 : Billions : Eva Rhoades (15 épisodes)
- 2019 : Manifest : Chloe
- 2019–2020 : Emergence : Piper (13 épisodes)[4]
- 2021 : And Just Like That... : Rock Goldenblatt (10 épisodes)[5]